# В Крымских горах
«В Крымских горах» — картина русского художника Фёдора Васильева (1850—1873), написанная в 1873 году. Она является частью собрания Государственной Третьяковской галереи (инв. 908). Размер картины — 116 × 90 см.

## Описание
Первоначально Васильев планировал написать картину в горизонтальном формате, но потом решил использовать полотно, вытянутое по вертикали, чтобы подчеркнуть устремлённость вверх и передать высоту гор, затянутых облаками. Дополнительный эффект придают сосны на склоне горы, а также обрыв над дорогой, по которой движется татарская повозка, запряжённая быками.

## История
«В Крымских горах» — одна из последних законченных картин Фёдора Васильева, написанная в 1873 году, незадолго до смерти молодого художника (Васильев умер от туберкулёза в возрасте 23 лет). В том же 1873 году картина участвовала в конкурсной выставке Общества поощрения художников и получила там первую премию среди ландшафтных произведений.
Картина была куплена у автора Сергеем Третьяковым, а после его смерти в 1892 году вместе с его коллекцией перешла к его брату Павлу Третьякову, в результате чего оказалась в собрании Третьяковской галереи.

## Отзывы
Художник Иван Крамской так писал Васильеву о картине «В Крымских горах» в своём письме от 28 марта 1873 года:
Настоящая картина — ни на что уже не похожа, никому не подражает — ни малейшего, даже отдаленного сходства ни с одним художником, ни с какой школой, это что-то до такой степени самобытное и изолированное от всяких влияний, стоящее вне всего теперешнего движения искусства, что я могу сказать только одно: это еще не хорошо, даже местами плохо, но это — гениально.
И далее, в том же письме, описывая свои впечатления от этой картины, Крамской продолжает:
… Чем дальше, тем больше зритель невольно не знает, что ему с собой делать. Ему слишком непривычно то, что ему показывают, он не хочет идти за Вами, он упирается, но какая-то сила тянет его все дальше и дальше, и, наконец, он, точно очарованный, теряет волю сопротивляться и совершенно покорно стоит под соснами, слушает какой-то шум в вышине над головою, потом опускается, как лунатик, за пригорок, ему кажется, — недалеко уже лес, который вот-вот перед ним; приходит и туда, но как хорошо там, на этой горе, плоской, суровой, молчаливой, так просторно; эти тени, едва обозначенные солнцем сквозь облака, так мистически действуют на душу, уж он устал, ноги едва двигаются, а он все дальше и дальше уходит и, наконец, вступает в область облаков, сырых, может быть, холодных; тут он теряется, не видит дороги, и ему остается взбираться на небо, но это уж когда-нибудь после, и от всего верха картины ему остается только ахнуть.